# Latwerch-Bänd
Die Latwerch-Bänd wurde 1988 in Kaiserslautern-Erfenbach gegründet und existierte bis 2019. Sie waren eine der ersten Bands aus der Pfalz, die ihre eigenen Texte und Kompositionen in „Pfälzer Mundart“ vortrugen. Damit waren sie mit die Vorreiter für Rock/Pop/Folk/Blues/Country in pfälzischer Sprache. Motto der Band: „Sa net hochdeitsch, was du pälzisch sa musch!“. Sie hatten zahlreiche Auftritte, darunter mehrere Rundfunk- und Fernsehauftritte beim SWR, beim SR und einen Auftritt beim ZDF Fernsehgarten.

## Geschichte
Bei einer Elternveranstaltung in einem Kindergarten hatten die 2 Gründer der Band (KD Brehm und Manfred Gabbert) zwei Mundartsongs uraufgeführt. Die Songs waren so gut angekommen, dass man es nicht dabei belassen wollte.
Bei einer Lesung des bekannten Kaiserslauterer Mundartdichters Eugen Damm 1988 in Kaiserslautern-Erfenbach trugen Klaus-Dieter Brehm und Manfred Gabbert Gedichte von Eugen Damm vor, die sie mit eigenen Musikkompositionen versehen hatten. Eugen Damm war davon sehr angetan und lud sie als musikalische Begleitung zu einer Buchvorstellung ein. Beide Musiker waren zu dem Zeitpunkt auch in anderen regionalen Bands aktiv. Da sich keiner der anderen Bandmitglieder mit der Mundartmusik anfreunden konnte, gründeten die beiden eine eigene Band zusammen mit Gerhard Schnabel (Keyboard) und Reinhold Mahler (Schlagzeug). Mit dieser neu zusammengestellten Band traten sie dann bei der Buchvorstellung auf. Die Band gab sich den Namen „Latwerch-Bänd“, abgeleitet vom pfälzischen Ausdruck für das hochdeutsche Pflaumenmus/Zwetschgenmarmelade. Die Band hat ihre Philosophie über den Begriff „Latwerch“ hergeleitet, ein süßes Mus, welches zu bitterer Arznei eingenommen wurde. Die Musik sollte Menschen, die in schlechter Stimmung waren, wieder Hoffnung und Zuversicht machen. So war auch einer der ersten Titel „Loss de Kopp net hänge“ (Lass den Kopf nicht hängen). Ein Cover des „Midnight Spezial“ von Creedence Clearwater Revival.
Ein Auftritt im Kulturzentrum Kammgarn, war dann das Sprungbrett für den weiteren Weg der Latwerch-Bänd, wo auch der Saarländische Rundfunk das Konzert aufgezeichnet hatte. Bereits am nächsten Morgen ertönte der Livemitschnitt „De Philp, de Lump“ als erster fetziger Song in Pfälzer Mundart auf der Europawelle Saar. Das war sogar der Zeitung „Die Rheinpfalz“ die Schlagzeile, „Durchschlagender Erfolg“ wert. Gleich danach folgte der erste Tonträger zusammen mit Eugen Damm, produziert vom New Yorker Musiker Paul Amrod. Drei weitere Tonträger wurden von dem Produzenten Thilo Berg veröffentlicht. Und so ging die Latwerch-Bänd ihren Weg.
Es folgten darauf zahlreichen Auftritte in Pfälzer Mundart wie z. B. im „Kulturzentrum Kammgarn“, auf der Gartenschau Kaiserslautern (mit Videodreh SWR), beim Altstadtfest Kaiserslautern, im Herrenhof Mußbach, bei der Eröffnung des neuen Pfalztheaters, bei der Wahl der pfälzischen Weinkönigin, beim Bezirksverband Pfalz, im Landstuhler Unnerhaus, bei gemeinsamen Auftritten mit Eugen Damm, beim Sportbund Pfalz sowie bei vielen Wein- und Stadtfesten, Kerwen und Weihnachtsmärkten. 2005 wurde die Band mit dem Pamina Mundart Kulturpreis ausgezeichnet. Die ausführliche Bandgeschichte finden man auf der Band-Homepage unter „Story“. Nach über 30 Jahren Bandleben war dann im Jahr 2019 der Zeitpunkt gekommen, um sich vom Publikum zu verabschieden. Unter der Ankündigung „Schluss-aus-ferdich“ fand am 14. Juni 2019 das Abschiedskonzert statt, passend zu den Anfängen, wieder in ihrem Heimatdorf Erfenbach und nochmals begleitet von einem Fernsehteam des SWR.

## Besetzung ab 1988
- Rheinhold Mahler am Schlagzeug 1988 bis 1993
- Paul Bonfico am Bass von 1991 bis 1997
- Heinz-Werner Künstler am Schlagzeug von 1993 bis 2919
- Manfred Diehl am Bass von 1997 bis 2010
- Michael Halberstadt von 1997 bis 2000 und 2011
- Carsten Wick ab 1999 bis 2019 an Gitarren, Bass und Mandoline
- Gerhard Schnabel ab 1988 bis 2012
- Manfred Gabbert ab 1988 bis 2019
- KD Brehm ab 1988 bis 2019

## Tonträger
- Die Pälzer Streitfraach 1991 Kassette - Tonband
- Verse Ferz un Pälzer Sprich Lieder aus de Latwerch-Kisch zusammen mit Eugen Damm
- Pfälzer Scheibe 1993 Album produziert von Thilo Berg (MONS Records)
- Jahreszeiten nicht von Vivaldi 1994 Maxi-Single 4 Titel produziert von Fritz Heieck mit MONS Records
- Närrische Zeiten 1995 Maxi-Single 4 Titel
- Do kumm ich her 2002 Album produziert von Heiko Plank (Plankworks) unterstützt von Albert Koch mit den Harps und Sabine Massing.
- De Labbe (Adelheit säuft, fährt aber nicht) 2004 Musik und Wort 7 Titel